# El Periòdic d'Andorra
El Periòdic d'Andorra är en andorransk dagstidning som utges i Les Escaldes i kommunen Escaldes-Engordany i Andorra. Tidningen grundades år 1997 av Josep Anton Rosell Pujol som ett dotterbolag till den katalanska tidningen El Periódico de Catalunya.
El Periòdic d'Andorra ägdes tidigare av Grupo Zeta (då utgivare av El Periódico de Catalunya) men övertogs av andorranska ägare 2010/2011. Tidningen trycks i Parets del Vallès i Katalonien.